# Pozowice
Pozowice ist eine Ortschaft mit einem Schulzenamt der Gemeinde Skawina im Powiat Krakowski der Woiwodschaft Kleinpolen in Polen.

## Geographie
Der Ort liegt am rechten Ufer der Weichsel.
Die Nachbarorte sind Czernichów im Norden, Facimiech im Osten, Jaśkowice und Wielkie Drogi im Süden.

## Geschichte

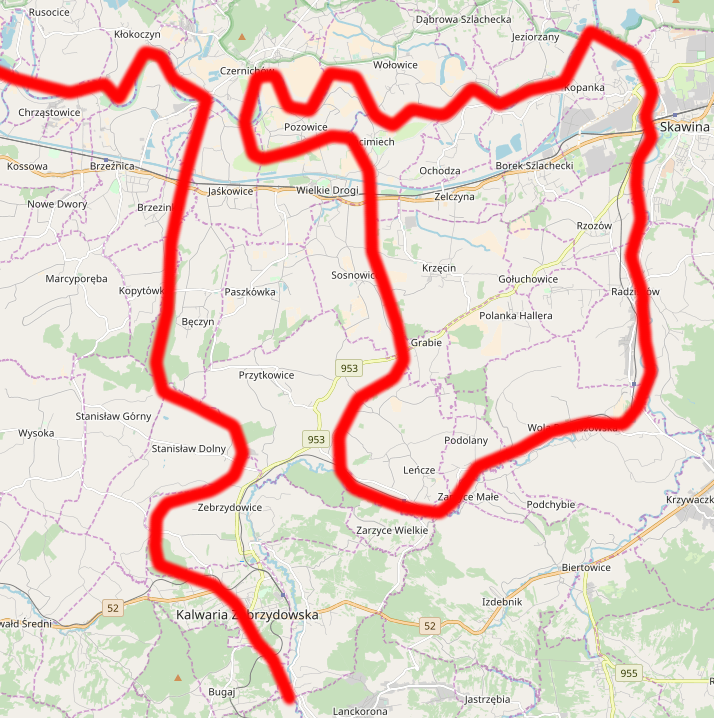
Pozowice in der Exklave des Herzogtums Auschwitz/Zator um Krzęcin

In einem Dokument des Päpstlichen Legats Gilo von Paris aus den Jahren 1123–1125 steht, dass das Dorf Pouozow im Jahre 1086 von Judith von Böhmen (die erste Frau von Władysław I. Herman) den Benediktinern in Tyniec zugeteilt wurde. Es wurde wieder im Jahre 1229 als Powozowo erwähnt, und zwar in einer Päpstlichen Bulle von Gregor IX. für die Abtei Tyniec. Der Name Powozowicy erschien auch im Jahre 1286 in einem Dokument vom Leszek II. Die Jahre der Niederschreibungen der Urkunden wurden aber von Benediktinern später gefälscht und könnten eher Pawężów betreffen. Die erste sichere Erwähnung stammt aus dem Jahre 1440, als der Herzog Wenzel I. die Bauern in den benediktinerzugehörigen Dörfern in seinem Herzogtum vom herzoglichen Gerichtswesen und den Gewichten des Polnischen Rechts befreite. Den Tyniecer Benediktinern gehörte das Dorf bis 1816.
Politisch gehörte das Dorf ursprünglich zum Herzogtum Auschwitz, und zwar zu seiner Exklave, die vom Rest des Herzogtums durch den so genannten Radwanitenkorridor abgetrennt war. Das Herzogtum bestand ab 1315 in der Zeit des polnischen Partikularismus und 1327 bestand die Lehnsherrschaft des Königreichs Böhmen. Seit 1445 gehörte es zum Herzogtum Zator, dieses wurde im Jahr 1494 an Polen verkauft.
Bei der Ersten Teilung Polens kam Pozowice 1772 zum neuen Königreich Galizien und Lodomerien des habsburgischen Kaiserreichs (ab 1804). Das Dorf gehörte damals Rainer von Österreich.
1918, nach dem Ende des Ersten Weltkriegs und dem Zusammenbruch der k. u. k. Monarchie, kam Pozowice zu Polen. Unterbrochen wurde dies nur durch die Besetzung Polens durch die Wehrmacht im Zweiten Weltkrieg. Es gehörte dann zum Generalgouvernement.
Von 1975 bis 1998 gehörte Pozowice zur Woiwodschaft Krakau.

## Verkehr
Durch Pozowice verläuft die Staatsstraße DK 44, die Gliwice durch Oświęcim mit Kraków verbindet.